# 環太平洋経済連携に関する研究会
環太平洋経済連携に関する研究会は、環太平洋戦略的経済連携協定（TPP）を推進する日本の議員連盟。

## 概要
「環太平洋経済連携に関する研究会」は、環太平洋戦略的経済連携協定の交渉参加を推進する国会議員により結成された議員連盟である。参議院議員の川口順子と中村博彦が呼びかけ人となり、自由民主党の国会議員を中心に発足した。
環太平洋経済連携に関する研究会では、環太平洋戦略的経済連携協定に関するさまざまな調査、分析を行うとともに、政治家、官僚、学者、経営者など有識者へのヒアリングなどを行った。その結果を基に、2011年10月27日に中間報告を発表した。この報告書において、同会は環太平洋戦略的経済連携協定への参加と農業の振興は両立することが可能だと主張し、アジア・太平洋地域の経済成長によって日本経済を活性化できるとして、「決して日本に不利なものではない」「交渉参加を真剣に検討すべきだ」と結論づけている。
呼びかけ人である川口順子は、環太平洋戦略的経済連携協定を巡る議論について「『TPPを取れば農業が崩壊する』といった二者択一の議論が横行している」とその問題点を指摘したうえで、貿易自由化と農業との関係性について「互いに高め合うことができる」と主張している。また、中川秀直は「日本の農業を輸出産業にするのが重要な国家戦略」と主張したうえで「党内に反対派が多いが、党の方針に反映するように働きかけたい」として、同会の主張を自由民主党としての方針に盛り込みたいとの考えを示した。

## 役員
| 役職       | 氏名     | 党派       | 党派   |
| ---------- | -------- | ---------- | ------ |
| 呼びかけ人 | 川口順子 | 自由民主党 | 無派閥 |
| 呼びかけ人 | 中村博彦 | 自由民主党 | 町村派 |

## メンバー
- 小泉進次郎
- 塩崎恭久